# 第5回ボストン映画批評家協会賞
5th BSFC Awards

1985年1月20日

作品賞: 

キリング・フィールド
第5回ボストン映画批評家協会賞（だい5かいボストンえいがひひょうかきょうかいしょう）は1984年の映画を対象としており、1985年1月20日に受賞者が発表された。

## 受賞一覧

### 作品賞
- 『キリング・フィールド』（ローランド・ジョフィ監督）

### 監督賞
- ベルトラン・タヴェルニエ - 『田舎の日曜日』

### 主演男優賞
- ハイン・S・ニョール - 『キリング・フィールド』

### 主演女優賞
- ジュディ・デイヴィス - 『インドへの道』

### 助演男優賞
- ジョン・マルコヴィッチ - 『プレイス・イン・ザ・ハート』、『キリング・フィールド』

### 助演女優賞
- ペギー・アシュクロフト - 『インドへの道』

### 脚本賞
- アレックス・コックス - 『レポマン』

### 撮影賞
- クリス・メンゲス - 『キリング・フィールド』

### 外国語映画賞
- 『田舎の日曜日』 フランス

### ドキュメンタリー映画賞
- 『ハーヴェイ・ミルク』